# All Together Now - La musica è cambiata (terza edizione)
La terza edizione del talent show musicale All Together Now (dal titolo All Together Now - La musica è cambiata) è andata in onda in prima serata su Canale 5 dal 4 novembre al 12 dicembre 2020 per sei puntate con la conduzione di Michelle Hunziker, affiancata da quattro artisti che formano la giuria: J-Ax, Anna Tatangelo, Rita Pavone e Francesco Renga. Le prime quattro puntate sono andate in onda di mercoledì, mentre le rimanenti due puntate di sabato. In questa edizione, il programma è andato in onda senza pubblico in studio a causa delle misure di contenimento per la pandemia di COVID-19.
| Vincitori          | Vincitori                    |
| All Together Now 3 | Cahayadi "Eki" Kam (50000 €) |
| ------------------ | ---------------------------- |
| Premio R101        | Cahayadi "Eki" Kam           |

## Regolamento
Le performance dei concorrenti vengono valutate dai quattro giurati e dal Muro umano, composto da 100 personaggi tra cantanti, esperti del mondo della musica e volti noti dello spettacolo. Solo chi riesce a entusiasmare ed emozionare la giuria e il Muro ha la possibilità di proseguire il suo percorso. Ogni volta che un componente del Muro si alza e canta, attribuisce il proprio voto al concorrente.
Al termine dell'esibizione gli aspiranti cantanti scopriranno il giudizio del Muro che potrà essere confermato o modificato dai quattro giurati. J-Ax, Anna Tatangelo, Rita Pavone e Francesco Renga avranno la possibilità, infatti, di aggiungere o togliere, al voto dato dal Muro, fino a un massimo di 5 punti ciascuno, oppure confermare il punteggio assegnato del Muro stesso. Inoltre, per una sola volta a puntata, i quattro giudici potranno regalare a uno dei cantanti in gara un voto intoccabile e inappellabile da 100 punti, garantendogli il passaggio alla puntata successiva.

## Concorrenti
L'eta dei concorrenti si riferisce all'entrata in gara nel programma.
| Concorrente                                       | Età          | Luogo di nascita     | Stato                |
| ------------------------------------------------- | ------------ | -------------------- | -------------------- |
| Cahayadi "Eki" Kam                                | 33 anni      | Giacarta             | Vincitore            |
| Dalila Cavalera                                   | 23 anni      | Nardò                | Seconda classificata |
| Savio Vurchio                                     | 52 anni      | Andria               | Terzo classificato   |
| Antonio Marino                                    | 38 anni      | Napoli               | Eliminato            |
| Alessio Selvaggio                                 | 25 anni      | Palermo              | Eliminato            |
| Domenico Iervolino                                | 23 anni      | Ottaviano            | Eliminato            |
| Silvia Rita Iannone                               | 21 anni      | Corato               | Eliminata            |
| Beatrice Baldaccini                               | 29 anni      | Lucca                | Eliminata            |
| Elena Frantini e Massimiliano Corrà (Gli Amabili) | 35 e 39 anni | Varese San Bonifacio | Eliminati            |
| Claudia Ciccateri                                 | 18 anni      | Priverno             | Eliminata            |
| Giorgia Rizza                                     | 19 anni      | Limbiate             | Eliminata            |
| Luigi Ernani Frezza                               | 23 anni      | Napoli               | Eliminato            |

## Tabella dello svolgimento del programma
Legenda
     Il concorrente ha ottenuto 100 punti e ottiene un bonus per la puntata successiva
     Il concorrente è stato salvato tramite il voto della giuria dei 100 e della giuria e passa alla puntata successiva
     Il concorrente è stato salvato dalla giuria durante il duello nell'ultima sfida
     Il concorrente è stato eliminato
     Il concorrente è in semifinale
     Il concorrente è in finale
     Il concorrente è terzo classificato
     Il concorrente è secondo classificato
     Il concorrente è il vincitore del programma

| Concorrente         | Puntate   | Puntate   | Puntate   | Puntate       | Puntate    | Puntate              |
| Concorrente         | 1         | 2         | 3         | 4             | Semifinale | Finale               |
| ------------------- | --------- | --------- | --------- | ------------- | ---------- | -------------------- |
| Cahayadi "Eki" Kam  | Salvo     | Salvo     | Salvo     | In semifinale | In finale  | Vincitore            |
| Dalila Cavalera     | Salva     | Salva     | Salva     | In semifinale | In finale  | Seconda classificata |
| Savio Vurchio       | Salvo     | Salvo     | Salvo     | In semifinale | In finale  | Terzo classificato   |
| Antonio Marino      | Salvo     | Salvo     | Salvo     | In semifinale | In finale  | Eliminato            |
| Alessio Selvaggio   | Salvi     | Salvo     | Salvi     | In semifinale | In finale  | Eliminato            |
| Domenico Iervolino  | Salvi     | Salvo     | Salvi     | In semifinale | In finale  | Eliminato            |
| Silvia Rita Iannone | Salva     | Salva     | Salva     | In semifinale | In finale  | Eliminata            |
| Beatrice Baldaccini | Salva     | Salva     | Salva     | In semifinale | Eliminata  |                      |
| Gli Amabili         | Salvi     | Salvi     | Salvi     | Eliminati     |            |                      |
| Claudia Ciccateri   | Salva     | Salva     | Eliminata |               |            |                      |
| Giorgia Rizza       | Salva     | Eliminata |           |               |            |                      |
| Luigi Ernani Frezza | Eliminato |           |           |               |            |                      |

## Dettaglio delle puntate

### Prima puntata
- Data: 4 novembre 2020

Prima manche
| Ordine di uscita | Concorrente         | Canzone (cantante originale)               | Esito del Muro | Esito della Giuria | Esito della Giuria | Esito della Giuria | Esito della Giuria | Responso         | Punteggio totale |
| Ordine di uscita | Concorrente         | Canzone (cantante originale)               | Esito del Muro | J-Ax               | Anna Tatangelo     | Rita Pavone        | Francesco Renga    | Responso         | Punteggio totale |
| ---------------- | ------------------- | ------------------------------------------ | -------------- | ------------------ | ------------------ | ------------------ | ------------------ | ---------------- | ---------------- |
| 1                | Antonio Marino      | Fai rumore (Diodato)                       | 97             | Confermo           | +2                 | Confermo           | +1                 | Salvo            | 100              |
| 2                | Giorgia Rizza       | Vivere tutte le vite (Elisa)               | 89             | +3                 | +5                 | +2                 | -5                 | Salva            | 94               |
| 3                | Gli Amabili         | You're the One That I Want (John Travolta) | 85             | +4                 | +4                 | +5                 | Confermo           | Salvi            | 98               |
| 4                | Beatrice Baldaccini | Vuoto a perdere (Noemi)                    | 75             | +1                 | +4                 | +5                 | +5                 | Salva            | 90               |
| 5                | Cahayadi "Eki" Kam  | Treasure (Bruno Mars)                      | 99             | +1                 | Confermo           | Confermo           | Confermo           | Salvo            | 100              |
| 6                | Silvia Rita Iannone | El talisman (Rosana)                       | 53             | +5                 | +3                 | +5                 | +5                 | All'ultima sfida | 71               |

Seconda manche
| Ordine di uscita | Concorrente         | Canzone (cantante originale)               | Esito del Muro | Esito della Giuria | Esito della Giuria | Esito della Giuria | Esito della Giuria | Responso         | Punteggio totale |
| Ordine di uscita | Concorrente         | Canzone (cantante originale)               | Esito del Muro | J-Ax               | Anna Tatangelo     | Rita Pavone        | Francesco Renga    | Responso         | Punteggio totale |
| ---------------- | ------------------- | ------------------------------------------ | -------------- | ------------------ | ------------------ | ------------------ | ------------------ | ---------------- | ---------------- |
| 1                | Alessio Selvaggio   | Il regalo più grande (Tiziano Ferro)       | 69             | +5                 | +5                 | +5                 | +5                 | Salvo            | 89               |
| 2                | Claudia Ciccateri   | I tuoi particolari (Ultimo)                | 88             | Confermo           | +5                 | +5                 | +2                 | Salva            | 100              |
| 3                | Savio Vurchio       | L'emozione non ha voce (Adriano Celentano) | 79             | 100 intoccabile    | N.D.               | N.D.               | N.D.               | Salvo            | 100              |
| 4                | Domenico Iervolino  | Non avere paura (Tommaso Paradiso)         | 75             | +1                 | +4                 | +5                 | +5                 | Salvo            | 90               |
| 5                | Dalila Cavalera     | Gabri (Vasco Rossi)                        | 96             | Confermo           | +4                 | Confermo           | Confermo           | Salvo            | 100              |
| 6                | Luigi Ernani Frezza | Moscow Mule (Benji & Fede)                 | 22             | +5                 | +4                 | +4                 | +5                 | All'ultima sfida | 40               |

Ultima sfida
| Ordine di uscita | Concorrente         | Canzone (cantante originale)                    | Preferenza della Giuria | Preferenza della Giuria | Preferenza della Giuria | Preferenza della Giuria | Esito del Muro | Responso  |
| Ordine di uscita | Concorrente         | Canzone (cantante originale)                    | J-Ax                    | Anna Tatangelo          | Rita Pavone             | Francesco Renga         | Esito del Muro | Responso  |
| ---------------- | ------------------- | ----------------------------------------------- | ----------------------- | ----------------------- | ----------------------- | ----------------------- | -------------- | --------- |
| 1                | Silvia Rita Iannone | Don't Let Me Be Misunderstood (Santa Esmeralda) |                         |                         |                         |                         | 77             | Salva     |
| 2                | Luigi Ernani Frezza | Nera (Irama)                                    |                         |                         |                         |                         | 38             | Eliminato |

### Seconda puntata
- Data: 11 novembre 2020

Prima manche
| Ordine di uscita | Concorrente        | Canzone (cantante originale)           | Esito del Muro | Bonus della puntata precedente (+10) | Esito della Giuria | Esito della Giuria | Esito della Giuria | Esito della Giuria | Responso         | Punteggio totale |
| Ordine di uscita | Concorrente        | Canzone (cantante originale)           | Esito del Muro | Bonus della puntata precedente (+10) | J-Ax               | Anna Tatangelo     | Rita Pavone        | Francesco Renga    | Responso         | Punteggio totale |
| ---------------- | ------------------ | -------------------------------------- | -------------- | ------------------------------------ | ------------------ | ------------------ | ------------------ | ------------------ | ---------------- | ---------------- |
| 1                | Giorgia Rizza      | Comunque andare (Alessandra Amoroso)   | 65             | N.D.                                 | +2                 | Confermo           | Confermo           | +2                 | All'ultima sfida | 69               |
| 2                | Cahayadi "Eki" Kam | Heal the World (Michael Jackson)       | 97             | 100                                  | -1                 | Confermo           | Confermo           | -1                 | Salvo            | 98               |
| 3                | Gli Amabili        | Shallow (Lady Gaga & Bradley Cooper)   | 51             | N.D.                                 | +5                 | +5                 | +4                 | +5                 | Salvi            | 70               |
| 4                | Claudia Ciccateri  | Nessun dolore (Giorgia)                | 98             | N.D.                                 | Confermo           | +3                 | Confermo           | -1                 | Salva            | 100              |
| 5                | Alessio Selvaggio  | Un amore così grande (Francesco Renga) | 76             | N.D.                                 | +1                 | +3                 | Confermo           | Confermo           | Salvo            | 100              |
| 6                | Dalila Cavalera    | Meraviglioso amore mio (Arisa)         | 87             | 97                                   | N.D.               | 100 intoccabile    | N.D.               | N.D.               | Salva            | 100              |

Seconda manche
| Ordine di uscita | Concorrente         | Canzone (cantante originale)                        | Esito del Muro | Bonus della puntata precedente (+10) | Esito della Giuria | Esito della Giuria | Esito della Giuria | Esito della Giuria | Responso         | Punteggio totale |
| Ordine di uscita | Concorrente         | Canzone (cantante originale)                        | Esito del Muro | Bonus della puntata precedente (+10) | J-Ax               | Anna Tatangelo     | Rita Pavone        | Francesco Renga    | Responso         | Punteggio totale |
| ---------------- | ------------------- | --------------------------------------------------- | -------------- | ------------------------------------ | ------------------ | ------------------ | ------------------ | ------------------ | ---------------- | ---------------- |
| 1                | Beatrice Baldaccini | Non è l'inferno (Emma)                              | 73             | N.D.                                 | +5                 | +3                 | +3                 | +1                 | Salva            | 75               |
| 2                | Antonio Marino      | I migliori anni della nostra vita (Renato Zero)     | 93             | 100                                  | +5                 | +2                 | Confermo           | Confermo           | Salvo            | 100              |
| 3                | Silvia Rita Iannone | Malo (Bebe)                                         | 70             | N.D.                                 | +2                 | +5                 | +4                 | -1                 | Salva            | 80               |
| 4                | Domenico Iervolino  | Mediterranea (Irama)                                | 18             | N.D.                                 | +5                 | Confermo           | +5                 | +5                 | All'ultima sfida | 33               |
| 5                | Savio Vurchio       | Il mare impetuoso al tramonto (Zucchero Fornaciari) | 88             | 98                                   | Confermo           | +4                 | +2                 | -1                 | Salvo            | 99               |

Ultima sfida
| Ordine di uscita | Concorrente        | Canzone (cantante originale) | Preferenza della Giuria | Preferenza della Giuria | Preferenza della Giuria | Preferenza della Giuria | Esito del Muro | Responso  |
| Ordine di uscita | Concorrente        | Canzone (cantante originale) | J-Ax                    | Anna Tatangelo          | Rita Pavone             | Francesco Renga         | Esito del Muro | Responso  |
| ---------------- | ------------------ | ---------------------------- | ----------------------- | ----------------------- | ----------------------- | ----------------------- | -------------- | --------- |
| 1                | Giorgia Rizza      | Tutta colpa mia (Elodie)     |                         |                         |                         |                         | 67             | Eliminata |
| 2                | Domenico Iervolino | Sugar (Maroon 5)             |                         |                         |                         |                         | 90             | Salvo     |

### Terza puntata
- Data: 18 novembre 2020

Prima manche
| Ordine di uscita | Concorrente         | Canzone (cantante originale)          | Esito del Muro | Esito della Giuria | Esito della Giuria | Esito della Giuria | Esito della Giuria | Responso         | Punteggio totale |
| Ordine di uscita | Concorrente         | Canzone (cantante originale)          | Esito del Muro | J-Ax               | Anna Tatangelo     | Rita Pavone        | Francesco Renga    | Responso         | Punteggio totale |
| ---------------- | ------------------- | ------------------------------------- | -------------- | ------------------ | ------------------ | ------------------ | ------------------ | ---------------- | ---------------- |
| 1                | Domenico Iervolino  | Crazy (Seal)                          | 84             | +2                 | +4                 | -2                 | -4                 | Salvo            | 84               |
| 2                | Claudia Ciccateri   | Ciclone (Takagi & Ketra feat. Elodie) | 50             | +5                 | +3                 | +2                 | +5                 | All'ultima sfida | 65               |
| 3                | Gli Amabili         | Vivo per lei (Andrea Bocelli)         | 85             | +2                 | +5                 | +3                 | Confermo           | Salvi            | 95               |
| 4                | Silvia Rita Iannone | Amore disperato (Nada)                | 70             | Confermo           | +2                 | -2                 | Confermo           | Salva            | 70               |
| 5                | Savio Vurchio       | Da Ya Think I'm Sexy? (Rod Stewart)   | 94             | Confermo           | +5                 | +3                 | -2                 | Salvo            | 100              |

Seconda manche
| Ordine di uscita | Concorrente        | Canzone (cantante originale)              | Esito del Muro | Bonus della puntata precedente (+10) | Esito della Giuria | Esito della Giuria | Esito della Giuria | Esito della Giuria | Responso         | Punteggio totale |
| Ordine di uscita | Concorrente        | Canzone (cantante originale)              | Esito del Muro | Bonus della puntata precedente (+10) | J-Ax               | Anna Tatangelo     | Rita Pavone        | Francesco Renga    | Responso         | Punteggio totale |
| ---------------- | ------------------ | ----------------------------------------- | -------------- | ------------------------------------ | ------------------ | ------------------ | ------------------ | ------------------ | ---------------- | ---------------- |
| 1                | Cahayadi "Eki" Kam | Love Never Felt So Good (Michael Jackson) | 98             | N.D.                                 | Confermo           | +2                 | Confermo           | Confermo           | Salvo            | 100              |
| 2                | Dalila Cavalera    | Sally (Vasco Rossi)                       | 84             | 94                                   | +1                 | Confermo           | +5                 | Confermo           | Salva            | 100              |
| 3                | Alessio Selvaggio  | Bella senz'anima (Riccardo Cocciante)     | 75             | N.D.                                 | +5                 | Confermo           | +5                 | -2                 | Salvo            | 83               |
| 4                | Beatrice Baldacini | I'm Outta Love (Anastacia)                | 70             | N.D.                                 | Confermo           | +4                 | +2                 | -1                 | All'ultima sfida | 75               |
| 5                | Antonio Marino     | Accetto miracoli (Tiziano Ferro)          | 89             | 99                                   | Confermo           | +1                 | Confermo           | Confermo           | Salvo            | 100              |

Ultima sfida
| Ordine di uscita | Concorrente        | Canzone (cantante originale) | Preferenza della Giuria | Preferenza della Giuria | Preferenza della Giuria | Preferenza della Giuria | Esito del Muro | Responso  |
| Ordine di uscita | Concorrente        | Canzone (cantante originale) | J-Ax                    | Anna Tatangelo          | Rita Pavone             | Francesco Renga         | Esito del Muro | Responso  |
| ---------------- | ------------------ | ---------------------------- | ----------------------- | ----------------------- | ----------------------- | ----------------------- | -------------- | --------- |
| 1                | Claudia Ciccateri  | Firework (Katy Perry)        |                         |                         |                         |                         | 45             | Eliminata |
| 2                | Beatrice Baldacini | Iris (Goo Goo Dolls)         |                         |                         |                         |                         | 53             | Salva     |

### Quarta puntata
- Data: 25 novembre 2020

Prima manche
| Ordine di uscita | Concorrente         | Canzone (cantante originale)                        | Esito del Muro | Bonus della puntata precedente (+10) | Esito della Giuria | Esito della Giuria | Esito della Giuria | Esito della Giuria | Responso         | Punteggio totale |
| Ordine di uscita | Concorrente         | Canzone (cantante originale)                        | Esito del Muro | Bonus della puntata precedente (+10) | J-Ax               | Anna Tatangelo     | Rita Pavone        | Francesco Renga    | Responso         | Punteggio totale |
| ---------------- | ------------------- | --------------------------------------------------- | -------------- | ------------------------------------ | ------------------ | ------------------ | ------------------ | ------------------ | ---------------- | ---------------- |
| 1                | Alessio Selvaggio   | Vieni da me (Le Vibrazioni)                         | 63             | N.D.                                 | +4                 | +3                 | +3                 | +2                 | In semifinale    | 75               |
| 2                | Cahayadi "Eki" Kam  | Tappeto di fragole (Modà)                           | 100            | 100                                  | Confermo           | Confermo           | Confermo           | Confermo           | In semifinale    | 100              |
| 3                | Silvia Rita Iannone | Objection (Shakira)                                 | 29             | N.D.                                 | +4                 | +5                 | +5                 | +2                 | In semifinale    | 45               |
| 4                | Gli Amabili         | The time of my life (Bill Medley & Jennifer Warnes) | 47             | N.D.                                 | -2                 | -5                 | Confermo           | +4                 | All'ultima sfida | 44               |
| 5                | Antonio Marino      | Io ti aspetto (Marco Mengoni)                       | 77             | 87                                   | +5                 | -5                 | +5                 | -2                 | In semifinale    | 90               |

Seconda manche
| Ordine di uscita | Concorrente        | Canzone (cantante originale)        | Esito del Muro | Bonus della puntata precedente (+10) | Esito della Giuria | Esito della Giuria | Esito della Giuria | Esito della Giuria | Responso         | Punteggio totale |
| Ordine di uscita | Concorrente        | Canzone (cantante originale)        | Esito del Muro | Bonus della puntata precedente (+10) | J-Ax               | Anna Tatangelo     | Rita Pavone        | Francesco Renga    | Responso         | Punteggio totale |
| ---------------- | ------------------ | ----------------------------------- | -------------- | ------------------------------------ | ------------------ | ------------------ | ------------------ | ------------------ | ---------------- | ---------------- |
| 1                | Dalila Cavalera    | Bette Davis Eyes (Jackie DeShannon) | 92             | 100                                  | N.D.               | 100 intoccabile    | N.D.               | N.D.               | In semifinale    | 100              |
| 2                | Savio Vurchio      | In alto mare (Loredana Bertè)       | 74             | 84                                   | +1                 | Confermo           | Confermo           | Confermo           | In semifinale    | 85               |
| 3                | Beatrice Baldacini | Se piovesse il tuo nome (Elisa)     | 60             | N.D.                                 | +5                 | +5                 | +5                 | +3                 | All'ultima sfida | 78               |
| 4                | Domenico Iervolino | La sera dei miracoli (Lucio Dalla)  | 100            | N.D.                                 | Confermo           | Confermo           | Confermo           | Confermo           | In semifinale    | 100              |

Ultima sfida
| Ordine di uscita | Concorrente        | Canzone (cantante originale)         | Preferenza della Giuria | Preferenza della Giuria | Preferenza della Giuria | Preferenza della Giuria | Esito del Muro | Responso      |
| Ordine di uscita | Concorrente        | Canzone (cantante originale)         | J-Ax                    | Anna Tatangelo          | Rita Pavone             | Francesco Renga         | Esito del Muro | Responso      |
| ---------------- | ------------------ | ------------------------------------ | ----------------------- | ----------------------- | ----------------------- | ----------------------- | -------------- | ------------- |
| 1                | Gli Amabili        | Sarà perché ti amo (Ricchi e Poveri) |                         |                         |                         |                         | 37             | Eliminati     |
| 2                | Beatrice Baldacini | L'amore è un'altra cosa (Arisa)      |                         |                         |                         |                         | 90             | In semifinale |

### Quinta puntata -Semifinale
- Data: 5 dicembre 2020
- Ospiti: Renato Zero

Prima manche
| Ordine di uscita | Concorrente        | Canzone (cantante originale)          | Esito del Muro | Bonus della puntata precedente (+10) | Esito della Giuria | Esito della Giuria | Esito della Giuria | Esito della Giuria | Responso         | Punteggio totale |
| Ordine di uscita | Concorrente        | Canzone (cantante originale)          | Esito del Muro | Bonus della puntata precedente (+10) | J-Ax               | Anna Tatangelo     | Rita Pavone        | Francesco Renga    | Responso         | Punteggio totale |
| ---------------- | ------------------ | ------------------------------------- | -------------- | ------------------------------------ | ------------------ | ------------------ | ------------------ | ------------------ | ---------------- | ---------------- |
| 1                | Savio Vurchio      | It's Not Unusual (Tom Jones)          | 94             | N.D.                                 | +2                 | +5                 | Confermo           | -4                 | In finale        | 97               |
| 2                | Dalila Cavalera    | Ho amato tutto (Tosca)                | 89             | 99                                   | N.D.               | +1                 | 100 intoccabile    | N.D.               | In finale        | 100              |
| 3                | Domenico Iervolino | In una notte d'estate (Le Vibrazioni) | 76             | 86                                   | Confermo           | +2                 | Confermo           | +2                 | In finale        | 90               |
| 4                | Beatrice Baldacini | Arriverà (Modà)                       | 55             | N.D.                                 | +5                 | Confermo           | +5                 | +5                 | All'ultima sfida | 70               |

Seconda manche
| Ordine di uscita | Concorrente         | Canzone (cantante originale)                      | Esito del Muro | Bonus della puntata precedente (+10) | Esito della Giuria | Esito della Giuria | Esito della Giuria | Esito della Giuria | Responso         | Punteggio totale |
| Ordine di uscita | Concorrente         | Canzone (cantante originale)                      | Esito del Muro | Bonus della puntata precedente (+10) | J-Ax               | Anna Tatangelo     | Rita Pavone        | Francesco Renga    | Responso         | Punteggio totale |
| ---------------- | ------------------- | ------------------------------------------------- | -------------- | ------------------------------------ | ------------------ | ------------------ | ------------------ | ------------------ | ---------------- | ---------------- |
| 1                | Alessio Selvaggio   | In un giorno qualunque (Marco Mengoni)            | 95             | N.D.                                 | +3                 | +5                 | +2                 | -5                 | In finale        | 100              |
| 2                | Cahayadi "Eki" Kam  | Fatti avanti amore (Nek)                          | 100            | 100                                  | Confermo           | Confermo           | Confermo           | Confermo           | In finale        | 100              |
| 3                | Silvia Rita Iannone | Nessun grado di separazione (Francesca Michielin) | 62             | N.D.                                 | +3                 | +4                 | +3                 | +3                 | All'ultima sfida | 75               |
| 4                | Antonio Marino      | This Love (Maroon 5)                              | 84             | N.D.                                 | +5                 | +2                 | +4                 | Confermo           | In finale        | 95               |

Ultima sfida
| Ordine di uscita | Concorrente         | Canzone (cantante originale)          | Preferenza della Giuria | Preferenza della Giuria | Preferenza della Giuria | Preferenza della Giuria | Esito del Muro | Responso  |
| Ordine di uscita | Concorrente         | Canzone (cantante originale)          | J-Ax                    | Anna Tatangelo          | Rita Pavone             | Francesco Renga         | Esito del Muro | Responso  |
| ---------------- | ------------------- | ------------------------------------- | ----------------------- | ----------------------- | ----------------------- | ----------------------- | -------------- | --------- |
| 1                | Beatrice Baldacini  | Una finestra tra le stelle (Annalisa) |                         |                         |                         |                         | 55             | Eliminata |
| 2                | Silvia Rita Iannone | Valerie (The Zutons)                  |                         |                         |                         |                         | 64             | In finale |

### Sesta puntata -Finale
- Data: 12 dicembre 2020

Prima manche
| Ordine di uscita | Concorrente         | Canzone (cantante originale)                    | Esito del Muro | Esito della Giuria | Esito della Giuria | Esito della Giuria | Esito della Giuria | Responso  | Punteggio totale |
| Ordine di uscita | Concorrente         | Canzone (cantante originale)                    | Esito del Muro | J-Ax               | Anna Tatangelo     | Rita Pavone        | Francesco Renga    | Responso  | Punteggio totale |
| ---------------- | ------------------- | ----------------------------------------------- | -------------- | ------------------ | ------------------ | ------------------ | ------------------ | --------- | ---------------- |
| 1                | Dalila Cavalera     | Un senso (Vasco Rossi)                          | 84             | +1                 | +3                 | Confermo           | Confermo           | Salva     | 88               |
| 2                | Alessio Selvaggio   | Human (Rag'n'Bone Man)                          | 84             | +5                 | +3                 | Confermo           | +1                 | Salvo     | 93               |
| 3                | Savio Vurchio       | Vivimi (Laura Pausini)                          | 74             | +5                 | +4                 | +5                 | +1                 | Salvo     | 89               |
| 4                | Cahayadi "Eki" Kam  | Billie Jean (Michael Jackson)                   | 98             | +2                 | Confermo           | +3                 | -3                 | Salva     | 100              |
| 5                | Silvia Rita Iannone | L'amore si odia (Noemi, feat. Fiorella Mannoia) | 67             | +5                 | +3                 | +2                 | +2                 | Eliminata | 79               |
| 6                | Domenico Iervolino  | Tutto questo sei tu (Ultimo)                    | 77             | +3                 | +5                 | +2                 | +3                 | Salvo     | 90               |
| 7                | Antonio Marino      | E poi (Giorgia)                                 | 77             | +2                 | +2                 | +3                 | Confermo           | Salvo     | 82               |

Seconda manche
| Ordine di uscita | Ordine di uscita | Concorrente        | Canzone (cantante originale)                 | Preferenza della Giuria | Preferenza della Giuria | Preferenza della Giuria | Preferenza della Giuria | Esito del Muro | Responso  |
| Ordine di uscita | Ordine di uscita | Concorrente        | Canzone (cantante originale)                 | J-Ax                    | Anna Tatangelo          | Rita Pavone             | Francesco Renga         | Esito del Muro | Responso  |
| ---------------- | ---------------- | ------------------ | -------------------------------------------- | ----------------------- | ----------------------- | ----------------------- | ----------------------- | -------------- | --------- |
| Primo duello     | 1                | Cahayadi "Eki" Kam | Man in the Mirror (Michael Jackson)          |                         |                         |                         |                         | 94             | Salva     |
| Primo duello     | 2                | Domenico Iervolino | Can't stop the feeling (Justin Timberlake)   |                         |                         |                         |                         | 43             | Eliminato |
|                  |                  |                    |                                              |                         |                         |                         |                         |                |           |
| Secondo duello   | 1                | Alessio Selvaggio  | Meraviglioso (Domenico Modugno)              |                         |                         |                         |                         | 49             | Eliminato |
| Secondo duello   | 2                | Savio Vurchio      | It's a Man's Man's Man's World (James Brown) |                         |                         |                         |                         | 96             | Salvo     |
|                  |                  |                    |                                              |                         |                         |                         |                         |                |           |
| Terzo duello     | 1                | Dalila Cavalera    | Back to Black (Amy Winehouse)                |                         |                         |                         |                         | 83             | Salva     |
| Terzo duello     | 2                | Antonio Marino     | Almeno tu nell'universo (Mia Martini)        |                         |                         |                         |                         | 61             | Eliminato |

Duetti
| Ordine di uscita | Concorrente        | Duettante       | Sostenitore del duetto | Canzone (cantante originale)          | Responso del Muro       |
| ---------------- | ------------------ | --------------- | ---------------------- | ------------------------------------- | ----------------------- |
| 1                | Savio Vurchio      | Francesco Renga | J-Ax                   | Angelo (Francesco Renga)              | Terzo classificato      |
| 2                | Dalila Cavalera    | Anna Tatangelo  | J-Ax                   | Ragazza in periferia (Anna Tatangelo) | Seconda super finalista |
| 3                | Cahayadi "Eki" Kam | Rita Pavone     | J-Ax                   | Cuore (Rita Pavone)                   | Primo super finalista   |

- Nota: I concorrenti rimasti in gara durante questa fase si esibiscono affiancati dai giudici: Anna Tatangelo, Rita Pavone e Francesco Renga e da J-Ax in veste di sostenitore. Al termine delle esibizioni, due concorrenti accedono alla super finale, mentre il concorrente escluso si classifica al terzo posto.

Super finale
| Ordine di uscita | Concorrente        | Canzone (cantante originale) | Responso del Muro    |
| ---------------- | ------------------ | ---------------------------- | -------------------- |
| 1                | Cahayadi "Eki" Kam | Tappeto di fragole (Modà)    | Vincitore            |
| 2                | Dalila Cavalera    | Gabri (Vasco Rossi)          | Seconda classificata |

## Giuria dei 100
I membri della giuria dei 100 includono:
| Giudice                          | Professione                                    | Luogo di nascita      |
| -------------------------------- | ---------------------------------------------- | --------------------- |
| Alessia Fabiani                  | Attrice e showgirl                             | Italia                |
| Alma Manera                      | Cantante, performer e giornalista              | Italia                |
| Andrea Cardillo                  | Cantante e chitarrista                         | Italia                |
| Beatrice De Do                   | Cantautrice, batterista                        | Italia                |
| Carola Santopaolo                | Attrice                                        | Italia                |
| Claudio Di Cicco                 | Cantante e musicista                           | Italia                |
| David Pironaci                   | Cantante, direttore artistico e vocal coach    | Italia                |
| Elisa Riccitelli                 | Cantante                                       | Italia                |
| Elisa Scheffler                  | Modella, showgirl e giornalista pubblicista    | Italia                |
| Fabio Esposito                   | Imprenditore e conduttore TV                   | Italia                |
| Fernando Proce                   | Conduttore radiofonico, giornalista e cantante | Italia                |
| Francesco Di Roberto alias Cizco | Cantante e conduttore TV                       | Italia                |
| Francesco Rinaldi                | Paleontologo                                   | Italia                |
| Georgia Moss                     | Deejay                                         | Italia                |
| Giada Farano                     | Ballerina professionista                       | Italia                |
| Giancarlo Genise                 | Cantante e vocal coach                         | Germania              |
| Giorgio Vanni                    | Cantante                                       | Italia                |
| Ginta Biku                       | Cantante                                       | Lituania              |
| Giulia Provvedi                  | Cantante e personaggio TV                      | Italia                |
| Giulio Pangi                     | Attore e direttore artistico                   | Italia                |
| Il Cile                          | Cantautore e chitarrista                       | Italia                |
| Irene Antonucci                  | Attrice e comica                               | Italia                |
| Irene Lo Cuoco                   | Cantante                                       | Italia                |
| Jonathan Heitch                  | Deejay                                         | Repubblica Dominicana |
| Leonardo Monteiro                | Cantante                                       | Svizzera              |
| Lucya Allocca                    | Cantautrice                                    | Italia                |
| Ludovica Russo                   | Cantante                                       | Italia                |
| Marc Mari                        | Cantante Lirico e Musical                      | Italia                |
| Maria Grazia Nazari              | Attrice, regista                               | Italia                |
| Marica Rotondo                   | Cantante e vocalist                            | Italia                |
| Marta Torre                      | Attrice e ballerina                            | Italia                |
| Melita Toniolo                   | Showgirl, modella e conduttrice TV             | Italia                |
| Micol Ronchi                     | Modella, showgirl e conduttrice radiofonica    | Italia                |
| Mietta                           | Cantante e attrice                             | Italia                |
| Miriam Della Guardia             | Ballerina professionista                       | Italia                |
| Raffaele Cibelli                 | Cantante                                       | Italia                |
| Roberto De Rosa                  | Influencer e Digital Creator                   | Italia                |
| Roxy Colace                      | Attrice, cantante e doppiatrice                | Italia                |
| Sara Facciolini                  | Ballerina e showgirl                           | Italia                |
| Senhit Zadik Zadik               | Cantante                                       | Italia                |
| Sherrita Duran                   | Cantante                                       | Stati Uniti           |
| Silvia Mezzanotte                | Cantante                                       | Italia                |
| Silvia Provvedi                  | Cantante e personaggio TV                      | Italia                |
| Simona Bencini                   | Cantante                                       | Italia                |
| Sonia Addario                    | Cantante                                       | Italia                |
| Space One                        | Rapper                                         | Italia                |
| Susanna Caira                    | Cantante                                       | Italia                |
| Sylvia Pagni                     | Cantante, pianista e direttrice d'orchestra    | Italia                |
| Timothy Cavicchini               | Cantante                                       | Italia                |
| Valentina Gullace                | Cantante e musicista                           | Italia                |
| Valentina Parisse                | Cantautrice e compositrice                     | Italia                |
| Valeria Iaquinto                 | Insegnante di interpretazione vocale           | Italia                |
| Veronica Rega                    | Attrice e conduttrice TV                       | Italia                |
| Francesca Ceci                   | Attrice                                        | Italia                |

## Ascolti
| Puntata    | Messa in onda    | Telespettatori | Share  | Ospiti      |
| ---------- | ---------------- | -------------- | ------ | ----------- |
| 1          | 4 novembre 2020  | 2 821 000      | 14,81% | –           |
| 2          | 11 novembre 2020 | 3 289 000      | 15,97% | –           |
| 3          | 18 novembre 2020 | 3 072 000      | 14,45% | –           |
| 4          | 25 novembre 2020 | 3 150 000      | 14,94% | –           |
| Semifinale | 5 dicembre 2020  | 3 586 000      | 16,23% | Renato Zero |
| Finale     | 12 dicembre 2020 | 3 784 000      | 18,73% | –           |
| Media      | Media            | 3 284 000      | 15,86% |             |

- La finale di questa edizione risulta essere la più vista in assoluto tra tutte le edizioni. Questa puntata, inoltre, risulta essere la più vista in tutta la storia del programma in termini di telespettatori.
- Questa edizione, risulta essere l'unica ad avere più di 3 milioni di telespettatori in ogni puntata (escludendo la prima, la quale però arriva a 2 821 000 telespettatori).